# BMW 1-serie
BMW 1-serie är en serie personbilar, tillverkade av den tyska biltillverkaren BMW. 1-serien ersatte 3-serie Compact från och med 2004.

## E87 (2004-2011)
Se vidare under huvudartikeln BMW E87.

## F20 (2011-2019)
Se vidare under huvudartikeln BMW F20.

## F40 (2019-2024)
Se vidare under huvudartikeln BMW F40.
BMW F40 är en personbil, tillverkad av den tyska biltillverkaren BMW mellan 2019 och 2024 och marknadsförd som BMW 1-serien. 

## F70 (2024- )
Se vidare under huvudartikeln BMW F70.

## Bilder

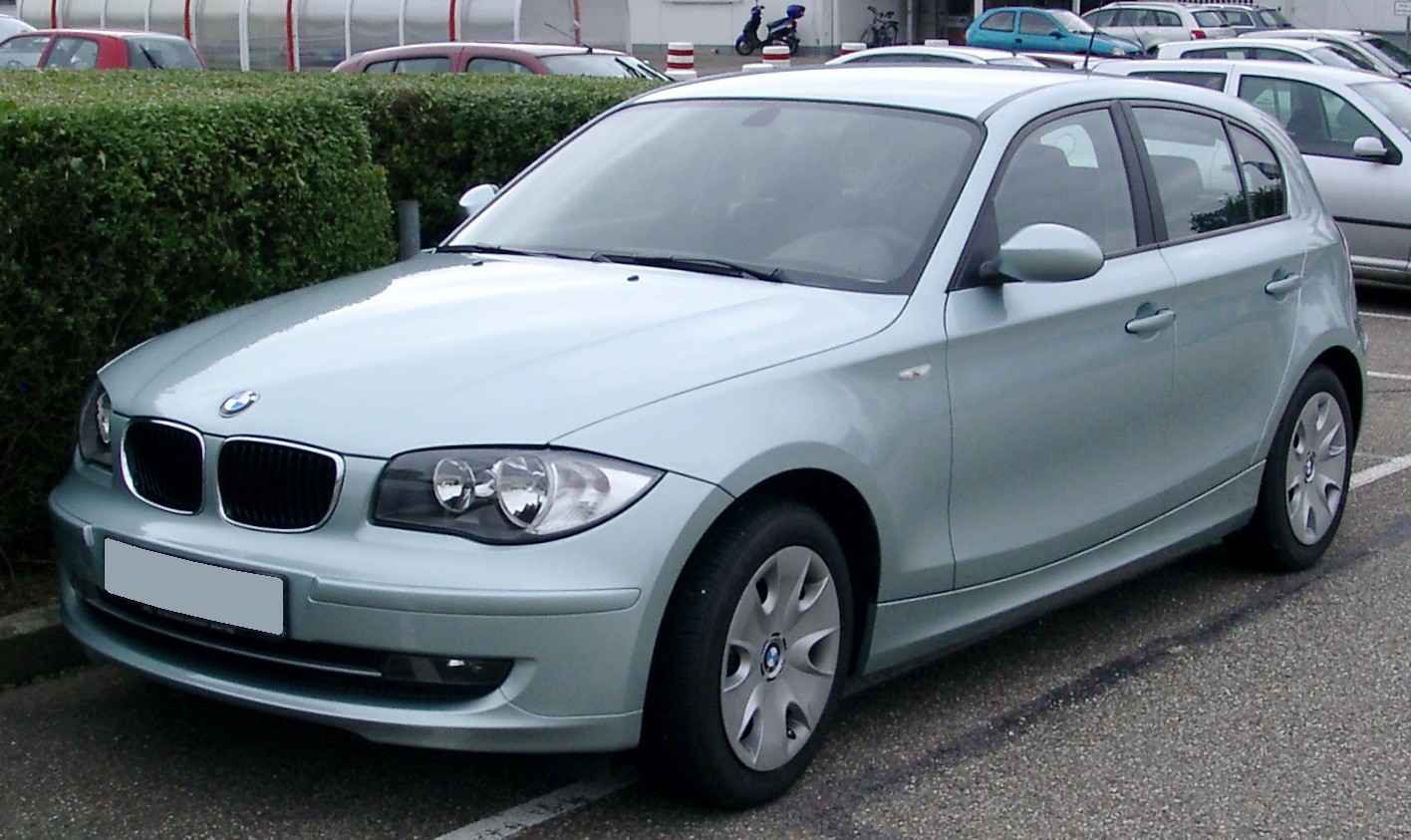
BMW E87.
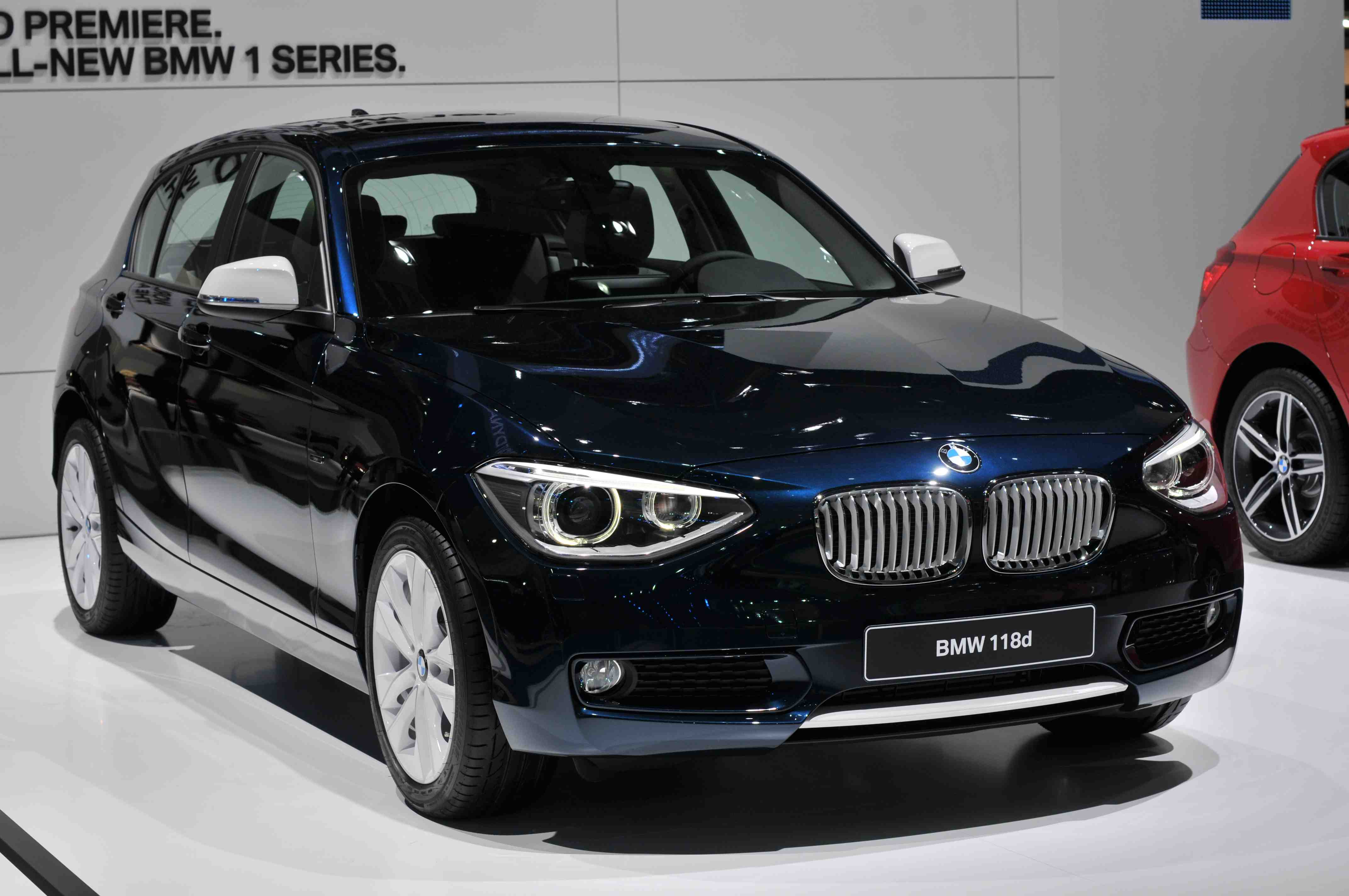
BMW F20.
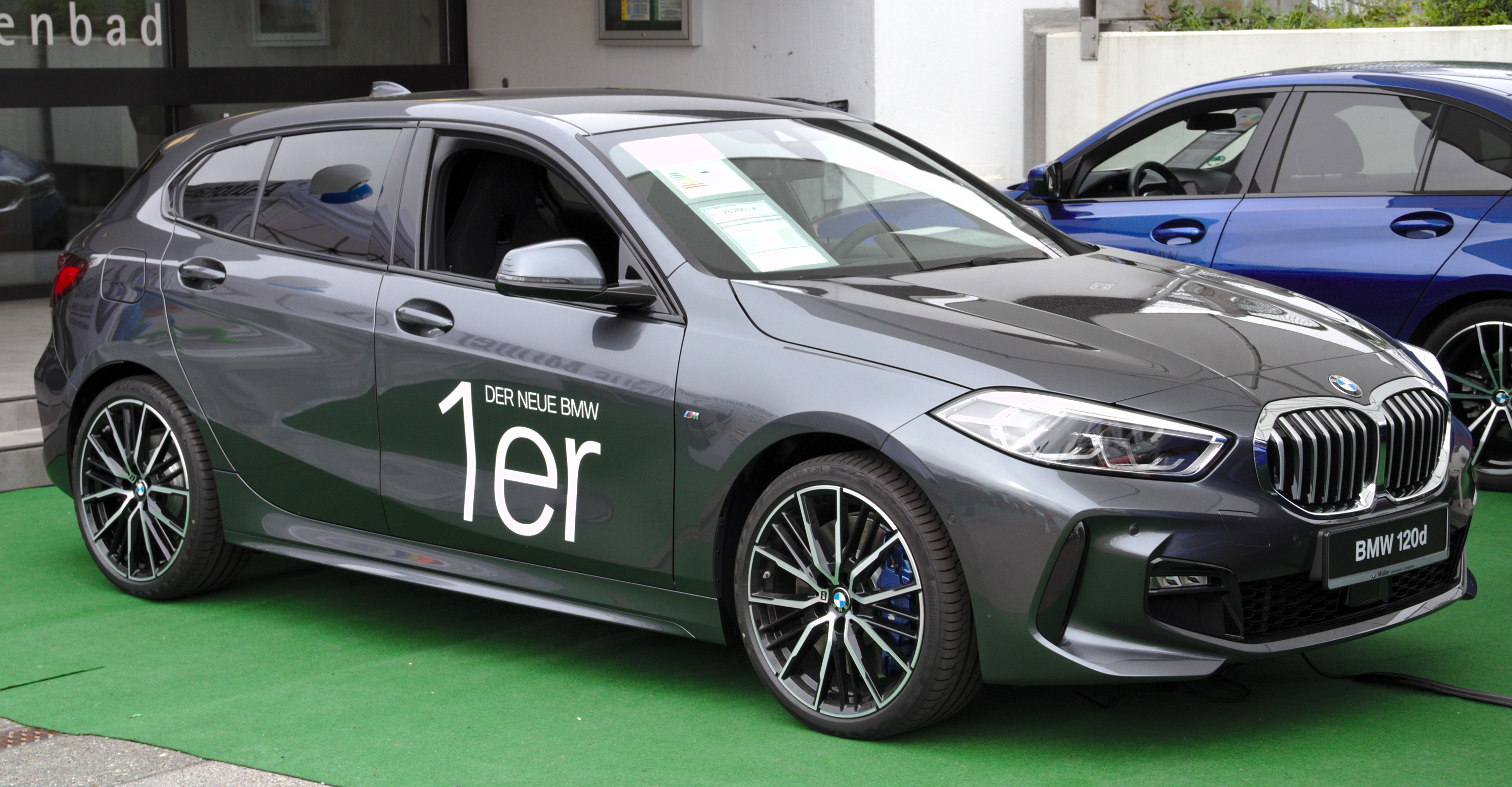
BMW F40.
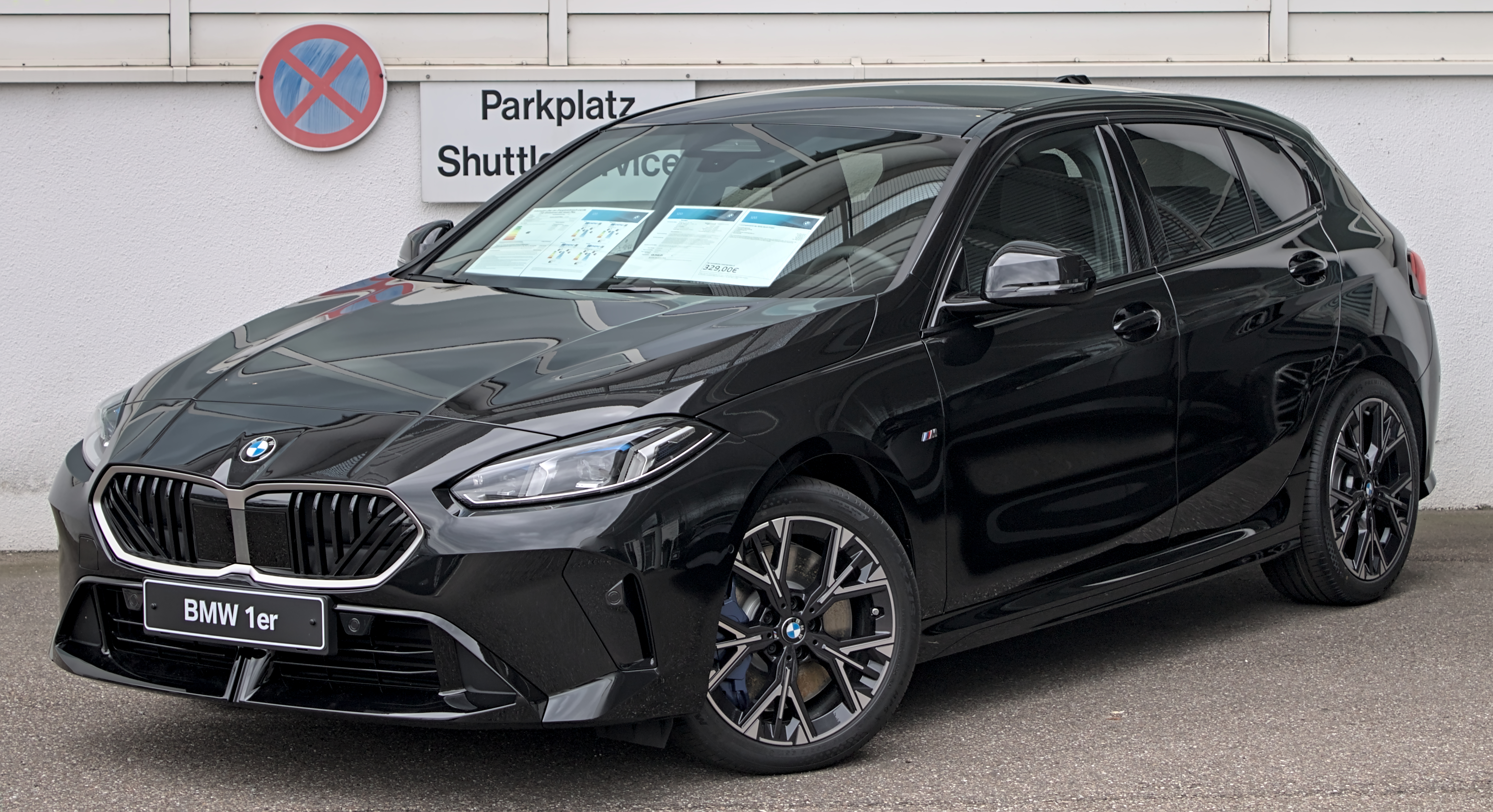
BMW F70.